# Machame Kaskazini
Machame Kaskazini è una circoscrizione rurale (rural ward) della Tanzania situata nel distretto di Hai, regione del Kilimangiaro. Conta una popolazione di 23 334 abitanti (censimento 2012).